# CDC 6400
IL CDC 6400, era un mainframe membro della serie CDC 6000 sviluppato dalla Control Data Corporation negli anni sessanta. A differenza del 6600 il 6400 era dotato di processori a basse prestazioni in grado di eseguire solo un'operazione per ciclo di clock. La memoria i processori per l'I/O e le periferiche sono virtualmente identiche a quelle del CDC 6600.
Il CDC 6500 era un sistema con doppia CPU 6400. Il CDC6700 aveva due CPU, una CPU 6600 e una CPU 6400.